# ناگفته‌های ارمیا
ناگفته‌های ارمیا (انگلیسی: Rest of the Words of Baruch) یک متن دروغ‌نامیده‌ها، متعلق به قوانین عهد عتیق فلاشا و کلیسای ارتدکس توحیدی اتیوپی است. هیچ گروه دیگر یهودی-مسیحی آن را متعارف نمی‌دانند.